# Lobus keralae
Lobus keralae là một loài ruồi trong họ Asilidae. Lobus keralae được Martin miêu tả năm 1972. Loài này phân bố ở miền Ấn Độ - Mã Lai.